# Satyrichthys amiscus
Satyrichthys amiscus är en fiskart som först beskrevs av Jordan och Starks, 1904.  Satyrichthys amiscus ingår i släktet Satyrichthys och familjen Peristediidae. Inga underarter finns listade i Catalogue of Life.